# آلبر آرنولف
 آلبر آرنولف (فرانسوی: Albert Arnulf‎؛ زاده ۱۸۹۸ درگذشته ۱۹۸۴) یک فیزیک‌دان اهل فرانسه بود.